# Coupe du monde de ski de vitesse 2018
Navigation
2017 2019
La Coupe du monde de ski de vitesse 2018 est la 17e édition de la Coupe du monde de ski de vitesse. Elle s'est déroulée du 3 février 2018 à Vars (France) au 7 avril 2018 à Grandvalira (Andorre). 
C'est la première édition où elle n'est attribuée qu'à la catégorie-reine S1 (Speed One).

## Classement général
| Rang | Nom                  | Points |
| ---- | -------------------- | ------ |
| 1    | Simone Origone       | 925    |
| 2    | Manuel Kramer        | 854    |
| 3    | Bastien Montes       | 593    |
| 4    | Ivan Origone         | 543    |
| 5    | Jan Farrell          | 345    |
| 6    | Tawny Wagstaff       | 342    |
| 7    | Simon Billy          | 313    |
| 8    | Klaus Schrottshammer | 287    |
| 9    | Reto Eigenmann       | 250    |
| 10   | Daniel Raab          | 230    |

| Rang | Nom                   | Points |
| ---- | --------------------- | ------ |
| 1    | Valentina Greggio     | 1060   |
| 2    | Célia Martinez        | 850    |
| 3    | Britta Backlund       | 390    |
| 4    | Cléa Martinez         | 360    |
| 5    | Hanna Matslofva       | 270    |
| 6    | Tomoki Shimbo         | 256    |
| 7    | Lisa Hovland-Udén     | 226    |
| 8    | Karin Dubouchet-Revol | 120    |
| 9    | Seraina Murk          | 90     |
| 10   | Janni-Maria Heikkila  | 45     |

## Calendrier

### Hommes
| Date            | Lieu        | Vainqueur      | Vitesse vainqueur | Deuxième             | Troisième      |
| 3 février 2018  | Vars        | Simone Origone | 208,33 km/h       | Manuel Kramer        | Bastien Montes |
| 4 février 2018  | Vars        | Manuel Kramer  | 215,68 km/h       | Klaus Schrottshammer | Simone Origone |
| 10 février 2018 | Salla       | Simone Origone | 163,71 km/h       | Bastien Montes       | Manuel Kramer  |
| 11 février 2018 | Salla       | Simone Origone | 166,81 km/h       | Manuel Kramer        | Bastien Montes |
| 5 mars 2018     | Sun Peaks   | Manuel Kramer  | 167,85 km/h       | Ivan Origone         | Simone Origone |
| 6 mars 2018     | Sun Peaks   | Simone Origone | 168,90 km/h       | Manuel Kramer        | Jan Farell     |
| 7 mars 2018     | Sun Peaks   | Simone Origone | 169,26 km/h       | Manuel Kramer        | Ivan Origone   |
| 16 mars 2018    | Idre Fjäll  | Manuel Kramer  | 176,93 km/h       | Simone Origone       | Bastien Montes |
| 17 mars 2018    | Idre Fjäll  | Manuel Kramer  | 180,53 km/h       | Simone Origone       | Bastien Montes |
| 6 avril 2018    | Grandvalira | Simone Origone | 192,56 km/h       | Simon Billy          | Ivan Origone   |
| 7 avril 2018    | Grandvalira | Philippe May   | 185,68 km/h       | Simon Billy          | Bastien Montes |

### Femmes
| Date            | Lieu        | Vainqueur         | Vitesse vainqueur | Deuxième          | Troisième             |
| 3 février 2018  | Vars        | Valentina Greggio | 204,08 km/h       | Célia Martinez    | Britta Backlund       |
| 4 février 2018  | Vars        | Valentina Greggio | 211,59 km/h       | Célia Martinez    | Britta Backlund       |
| 10 février 2018 | Salla       | Valentina Greggio | 158,65 km/h       | Célia Martinez    | Karin Dubouchet-Revol |
| 11 février 2018 | Salla       | Valentina Greggio | 161,91 km/h       | Célia Martinez    | Karin Dubouchet-Revol |
| 5 mars 2018     | Sun Peaks   | Valentina Greggio | 164,35 km/h       | Célia Martinez    | Tomoko Shimbo         |
| 6 mars 2018     | Sun Peaks   | Valentina Greggio | 164,74 km/h       | Célia Martinez    | Tomoko Shimbo         |
| 7 mars 2018     | Sun Peaks   | Valentina Greggio | 165,72 km/h       | Célia Martinez    | Tomoko Shimbo         |
| 16 mars 2018    | Idre Fjäll  | Valentina Greggio | 165,72 km/h       | Lisa Hovland-Udén | Britta Backlund       |
| 17 mars 2018    | Idre Fjäll  | Valentina Greggio | 175,51 km/h       | Célia Martinez    | Lisa Hovland-Udén     |
| 6 avril 2018    | Grandvalira | Valentina Greggio | 181,75 km/h       | Britta Backlund   | Célia Martinez        |
| 7 avril 2018    | Grandvalira | Célia Martinez    | 181,61 km/h       | Britta Backlund   | Valentina Greggio     |